# Chile Chico
Chile Chico – miasto i gmina na południu Chile. Jest stolicą i siedzibą władz gminy Chile Chico, która leży w prowincji General Carrera, w Regionie Aisén. Miejscowość leży nad południowym brzegiem jeziora General Carrera, przy granicy z Argentyną. Sąsiednim miastem, lecz po drugiej stronie granicy argentyńsko-chilijskiej jest Los Antiguos. Nazwa miasta oznacza "Małe Chile". Miasto jest połączone promem z miejscowością Puerto Ingeniero Ibanez leżącym na północnym brzegu jeziora. Według spisu ludności z 2012 roku gminę zamieszkuje 5334 ludzi.

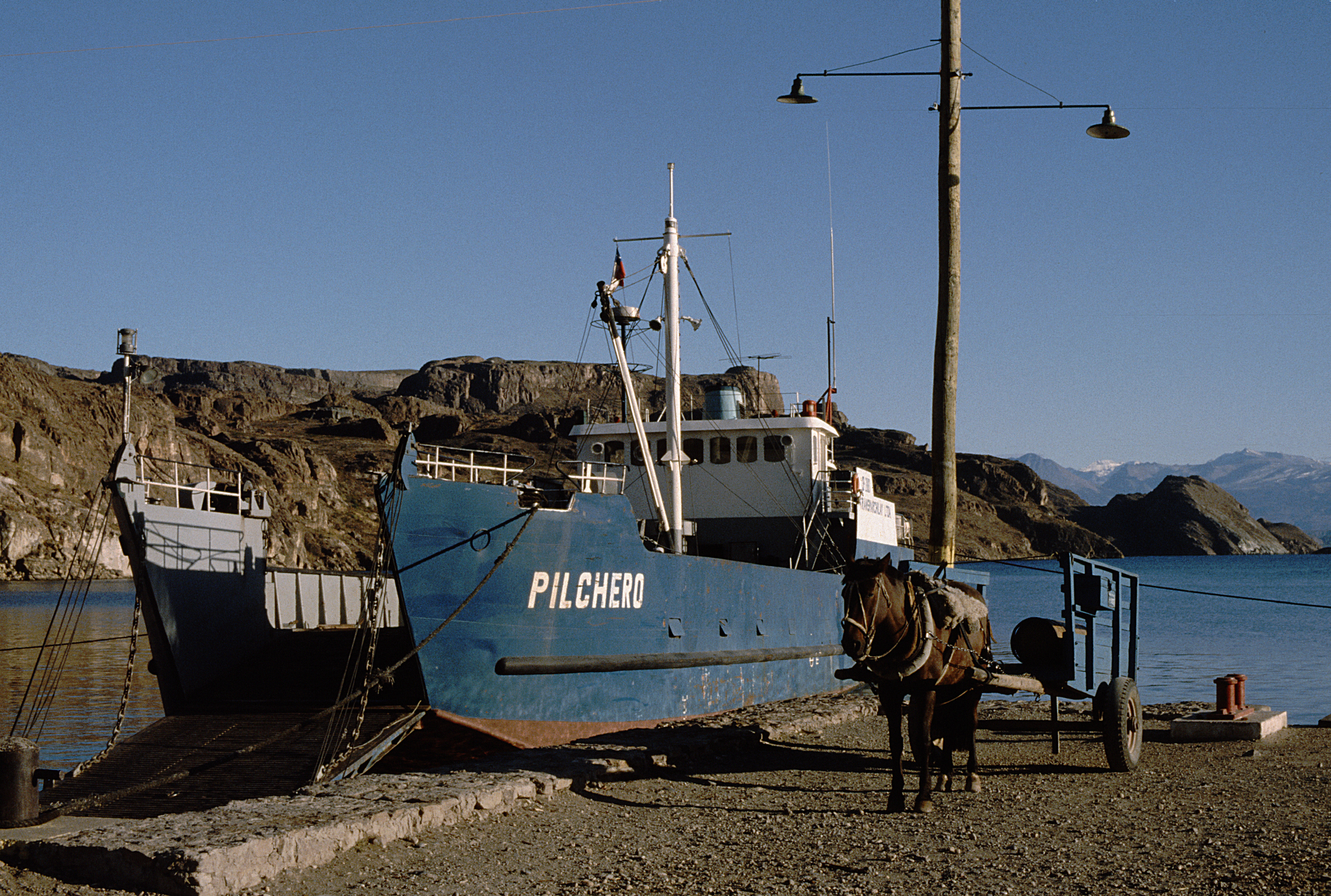
Barka na brzegu jeziora General Carrera